# Melychiopharis cynips
Melychiopharis cynips är en spindelart som beskrevs av Simon 1895. Melychiopharis cynips ingår i släktet Melychiopharis och familjen hjulspindlar. Inga underarter finns listade i Catalogue of Life.